# Centro de Treinamento Joaquim Grava
O Centro de Excelência e Treinamento de Futebol Dr. Joaquim Grava, mais conhecido como CT Joaquim Grava, é o centro de treinamento do Sport Club Corinthians Paulista, localizado no Parque Ecológico do Tietê, na Zona Leste de São Paulo. O complexo de 170 mil m² foi inaugurado em 17 de setembro de 2010 e recebeu esse nome em homenagem ao médico Joaquim Grava, idealizador e responsável pelo projeto.

## História e desenvolvimento
O CT Joaquim Grava foi construído como parte de uma promessa de campanha do então presidente Andrés Sánchez, que buscava modernizar as instalações do clube e transferir o departamento de futebol profissional do Parque São Jorge, que apresentava condições inadequadas para os atletas. A construção começou em 2009, com apoio de Ronaldo Fenômeno, que ajudou a atrair parcerias e visibilidade para o projeto.
O centro foi inaugurado em 2010, ainda inacabado, mas já considerado um dos mais modernos do país. A cerimônia contou com a presença de jogadores como Ronaldo e Dentinho, além de dirigentes, conselheiros, ex-jogadores como Rivellino e Basílio e o ex-treinador Mário Travaglini. Durante a inauguração, Joaquim Grava destacou a importância do CT para o futebol brasileiro.
Durante a Copa do Mundo de 2014, o local foi utilizado pela Seleção Iraniana.
Nos anos seguintes, o CT passou por diversas melhorias para acompanhar os avanços tecnológicos e as demandas do futebol moderno. Recentemente, foram inauguradas novas salas para a comissão técnica e um espaço exclusivo para atendimento psicológico dos atletas.

## Estrutura

### Instalações esportivas
O complexo esportivo conta com três campos de futebol oficiais, além de um minicampo específico para aquecimentos e treinamento de goleiros. As instalações também incluem um miniginásio certificado pela FIBA para basquete, outro para vôlei, certificado pela FIVB, e um campo de areia dedicado ao futevôlei e treinamentos específicos. Para atividades complementares, há ainda uma quadra de tênis e piscinas ao ar livre. Essas estruturas foram projetadas para atender a uma ampla gama de modalidades esportivas, proporcionando um ambiente completo para treinamentos e competições.

### Instalações médicas e de reabilitação
O Laboratório Corinthians-R9, nomeado em homenagem a Ronaldo Nazário, é equipado com ferramentas avançadas de análise biomecânica, com foco na prevenção de lesões e na melhoria do desempenho dos atletas. O CePROO (Centro de Preparação e Reabilitação Osmar de Oliveira) conta com uma sala de musculação, piscinas de hidroterapia e salas de fisioterapia, proporcionando um ambiente adequado para a reabilitação e o desenvolvimento físico dos jogadores. Essas instalações visam atender às necessidades de preparação e recuperação dos atletas de forma completa e eficiente.

### Hotel
O hotel localizado dentro do complexo dispõe de 32 apartamentos destinados à acomodação dos jogadores. Além disso, o espaço conta com um auditório para reuniões da equipe, um restaurante com cozinha, com capacidade para 64 pessoas, e salas especializadas para fisioterapia e massagem. O complexo ainda oferece um vestiário exclusivo para clubes visitantes. Outras instalações incluem áreas recreativas, como uma sala de jogos, um espaço de leitura e uma lan house. Essas comodidades têm como objetivo proporcionar conforto, bem-estar e um ambiente adequado para a concentração e preparação dos jogadores.

### Imprensa e administração
A sala de imprensa do centro possui capacidade para até 100 jornalistas e está equipada com modernos recursos audiovisuais, adequados para a realização de entrevistas e eventos midiáticos. As áreas administrativas incluem escritórios destinados a dar suporte à equipe técnica e às operações logísticas, garantindo a organização e o bom funcionamento das atividades do complexo.

### Templo religioso
Há uma pequena capela ecumênica está disponível para jogadores e funcionários que desejam um espaço tranquilo para reflexão ou orações, proporcionando um ambiente de paz e serenidade para momentos de introspecção espiritual.

## Ampliação
O Centro de Treinamento Joaquim Grava está em processo de ampliação e modernização. As obras iniciadas em 2024 incluem melhorias na área administrativa, com a construção de uma nova sala para a diretoria executiva e a criação de um espaço destinado ao atendimento psicológico dos atletas. Além disso, o Corinthians planeja reformar os vestiários e a área de recuperação dos atletas, além de adquirir novos equipamentos médicos e esportivos em 2025. A instalação de iluminação artificial em um dos campos também está prevista, o que permitirá treinos em horários vespertinos, uma limitação atual do CT.
Uma das principais obras previstas é a construção de um alojamento para as categorias de base, com um custo estimado de R$ 21 milhões. No entanto, a obra ainda não começou devido à falta de licenças ambientais. Essa ampliação faz parte das promessas de campanha do presidente Augusto Melo e visa melhorar as condições de moradia para os jovens atletas do clube.